# خيراردو باربيرو
خيراردو باربيرو Gerardo Fabián Barbero (ولد في 21 أغسطس 1961 – ومات في 4 مارس 2001) كان لاعب شطرنج أرجنتيني حمل لقب أستاذ كبير.
- فاز ببطولة الأرجنتين للشطرنج عام 1984.
- حصل على لقب أستاذ كبير عام 1987.
- ولد في مدينة لانوس في إقليم بوينوس أيرس، ونشأ في مدينة روساريو في إقليم سانتا في.
- فاز بالمركز الخامس في بطولة العالم للشباب عام 1978.
- ولعب على الطاولة الأولى في أولمبياد الشطرنج عام 1990 مع الفريق الأرجنتيني.
- مثل الأرجنتين ست مرات في أولمبيادات الشطرنج بين عامي 1978 إلى 1994.
- رحل عام 1986 إلى برودابست في المجر حيث تزوج ورزق بابن.
- وفي المجر اتصل بصداقة مع بوبي فيشر، الذي وفقاً لرواية الأستاذ الكبير يوجينيو توري، أحب باربيرو.
- مات في بودابست بمرض السرطان عام 2001.

## وصلات خارجية
- خيراردو باربيرو على موقع مباريات الشطرنج (الإنجليزية)
- خيراردو باربيرو على موقع 365Chess.com (الإنجليزية)
- خيراردو باربيرو على موقع Chesstempo.com (الإنجليزية)
- خيراردو باربيرو سجل أولمبياد الشطرنج على موقع OlimpBase.org (الإنجليزية)